# コンガー (潜水艦)
|          |                        |
| 艦歴     |                        |
| 発注:    |                        |
| 起工:    | 1944年7月11日          |
| 進水:    | 1944年10月17日         |
| 就役:    | 1945年2月14日          |
| 退役:    | 1963年7月29日          |
| その後:  | スクラップとして売却   |
| 除籍:    | 1963年8月1日           |
| 性能諸元 |                        |
| 排水量:  | 1,570トン              |
| 全長:    | 311 ft 8 in            |
| 全幅:    | 27 ft 4 in             |
| 吃水:    | 15 ft 3 in             |
| 機関:    |                        |
| 最大速:  | 20ノット               |
| 乗員:    | 士官、兵員76名         |
| 兵装:    | 21インチ魚雷発射管10門 |

コンガー (USS Conger, SS/AGSS-477) は、アメリカ海軍の潜水艦。テンチ級潜水艦の一隻。艦名はアナゴ科の総称コンガーに因んで命名された。

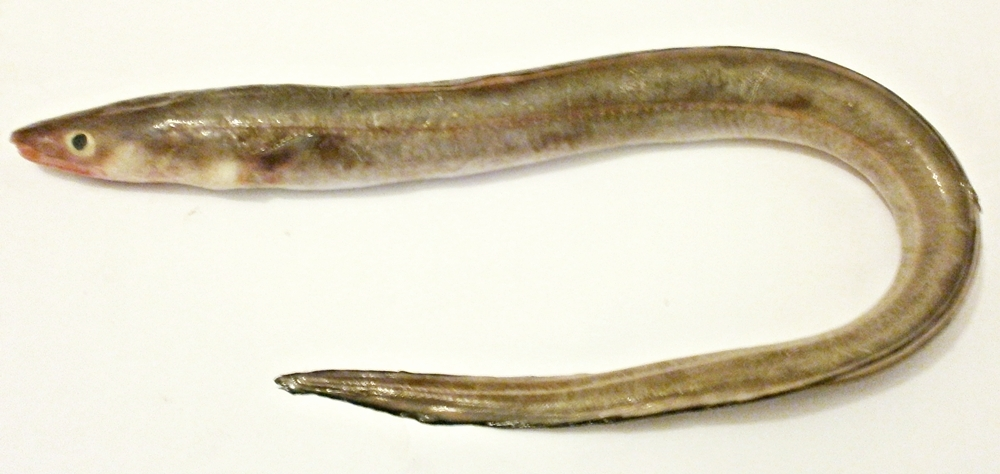
ヨーロッパアナゴ（European conger）

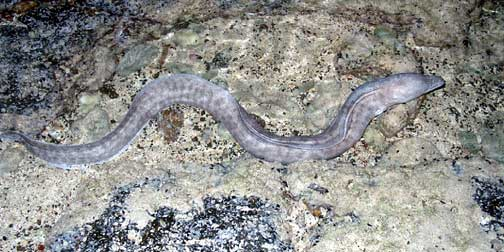
キリアナゴ（Longfin African conger）

## 艦歴
コンガーは1944年7月11日にメイン州キタリーのポーツマス海軍造船所で起工した。1944年10月17日にW・C・プローザー夫人によって命名、進水し、1945年2月14日に艦長H・D・シップル少佐の指揮下就役する。
コンガーは就役後コネチカット州ニューロンドンで新型機材の試験を行い、1945年7月21日に太平洋での任務に向けて出航する。パナマのバルボアから真珠湾に向かう途中で戦争は終了し、コンガーは帰還を命じられ再びパナマ運河を通過、9月4日にフロリダ州キーウェストに到着し、12月6日まで艦隊ソナー学校の任務に就く。その後ニューロンドンを経由してニューヨーク州トンプキンスヴィルで停泊し、1946年1月10日に新たな母港のクリストバルに向けて出航した。
コンガーはカリブ海で作戦活動に従事し、1947年5月にテネシー州メンフィス、ミシシッピ州ヴィックスバーグを訪問、その後8月23日まで水路調査の特別任務に従事し南米大陸を周回、マゼラン海峡を通過した。10月5日にパナマ運河地帯に帰還しカリブ海での任務を再開、その後1948年1月11日に母港をフロリダ州キーウェストに変更した。1949年6月3日にバージニア州ノーフォークに母港を変更し、その後は東海岸沿いおよびカリブ海で水上艦の訓練を支援し、艦隊演習に参加した。1952年12月12日に再びニューロンドンに母港を変更し、1960年まで東海岸での作戦活動に従事、しばしば潜水艦部隊の訓練兵を乗艦させ巡航を行った。
コンガーは1962年に実験潜水艦に艦種変更され、艦番号は AGSS-477 に変更された。1963年7月29日に退役し、8月1日に除籍、1964年5月にスクラップとして売却された。